# 박찬숙 (농구인)
박찬숙(朴贊淑, 1959년 6월 3일 ~ )은 대한민국의 농구 선수, 지도자이다. 현역 시절에는 국가대표 여자 농구 선수였다. 포지션은 센터였다.

## 생애
경상남도 남해군 출생으로 숭의국민학교 5학년 때 농구를 시작하여 1975년 숭의여자고등학교 1학년 재학 중 최연소 국가대표로 발탁되었다. 1979년 서울에서 열린 세계 여자 농구 선수권 대회에서 은메달을 따는 데 결정적인 역할을 하는 등 이후 국가대표팀의 주전 센터로 활약했다.
1984년 로스앤젤레스 올림픽에서는 준결승전에서 중국을 꺾고 대한민국 최초의 올림픽 구기 종목 은메달을 획득했다. 이듬해 잠시 은퇴했다가 다시 복귀하여 1988년 서울 올림픽에도 출전했다.
소속팀은 실업팀 태평양화학이었으며, 현역 은퇴 후에는 대만의 난야플라스틱, 백금보석에서 선수 생활을 했다. 태평양화학에서는 홍영순, 홍혜란 등 숭의여고 선배들과 함께 태평양화학의 '무적 함대' 시기를 이끌었다. 그는 여자 선수들이 결혼과 함께 일찍 은퇴하던 시절에 해외에 진출했고, 국내에 복귀한 뒤에도 코치 겸 선수, 주부 선수 등으로 늦게까지 선수 생활을 하면서 좋은 귀감이 되었다.
박찬숙은 1960년대에 활동한 박신자와 함께 여자 농구 선수로는 가장 유명했던 선수 중 하나로, 대한민국 여자 농구를 대표하는 인물이다. 그가 활약하던 1970년대부터 1980년대까지 대한민국 여자 농구 국가대표팀은 국제 대회에서 좋은 성적을 거두었으며, 이는 장신에 유연성을 함께 갖춘 박찬숙이 본래 동양 선수들이 취약하던 이 포지션에서 외국 선수들을 압도했기 때문이다.
1985년 현역에서 1차 은퇴한 뒤에는 태평양화학의 코치와 염광여중 코치를 지냈다. 2005년 마카오에서 열린 동아시아 대회에 국가대표 여자 농구팀 감독으로, 2006년 중화민국에서 열린 윌리엄 존스컵 대회에는 코치로 참가했다.

## 출신 학교
- 숭의초등학교 (졸업)
- 숭의여자중학교 (졸업)
- 숭의여자고등학교 (졸업)
- 디지털서울문화예술대학교 사회체육학과 (졸업)

## 가족 관계
딸은 치어리더 출신으로 방송인, 배우로 생활하는 서효명(예명:서민서)이다. 아들은 DCM 모델로 데뷔 2015년부터 YG Kplus 소속 모델이다. 이름은 서수원이다. 배우로 데뷔하기 위해 연기 수업 중 군입대 하였다. 현재 육군 헌병으로 입대하여 군 생활 중이다.

## 사건
2014년 유방암 수술로 농구교실 강의를 못해 수입이 줄어들어 채무 12억 7천만원을 갚지 못하겠다며 법원에 파산·면책 신청을 했으나, 돈을 빌려준 채권자들은 박찬숙씨가 거짓 파산 신청을 했다며 법원에 이의를 제기했고, 법원 조사에서 박찬숙씨는 2013년∼2015년 다른 농구교실 강의를 하며 월 200만∼300만원을 벌고 있었고 소득을 숨기고자 월급을 딸의 계좌로 입금 받아 숨긴 사실이 드러나서 법원은 박찬숙씨의 파산·면책 신청에 불허가 결정을 내렸다. 그러나 박찬숙은 불복해 항고하였고 서울중앙지법은 항고심에서 불허가 결정을 내린 1심을 깨고 2016년 12월 16일 허가 결정을 내렸다.

## 경력
- 1975년 : 최연소 국가대표 발탁 (숭의여고 1학년)
- 1978년 : 숭의여고 졸업, 태평양화학 입단
- 1985년 : 현역 은퇴
- 1988년 : 대만 진출
- 1992년 ~ 1993년 : 태평양화학 코치 겸 선수
- 1993년 ~ 1996년 : 태평양화학 코치
- 1997년 : 염광여중 코치
- 2004년 : 제28회 아테네 올림픽 KBS 해설위원
- 2004년 : 한국여자농구연맹 경기감독관
- 2004년 : 대한농구협회 이사
- 2005년 : 대한체육회 부회장
- 2005년 : 제4회 마카오 동아시아 대회 여자 농구 대표팀 감독
- 2006년 : 제28회 윌리엄 존스컵 국제농구대회 여자 농구 대표팀 코치

## 방송 출연
- 1996년 KBS 《TV는 사랑을 싣고》
- 2019년 TV조선 《부라더 시스터》
- 2020년 MBC 《미스터리 음악쇼 복면가왕》- 6백만의 사나이 (참가자)

## 가족 관계
- 배우자 : 서재석 ( ~ 2009년)
  - 딸 : 서민서(개명 이전 서효명) (1986년 5월 22일 ~ )
  - 아들 : 서수원 (1996년 8월 4일~ )

## 참고 문헌
배한성 (인터뷰), 박길자 (정리) (2007년 12월 10일). “"女프로농구 10년간 女지도자 없는 건 구조적 문제" - <배한성의 아주 특별한 인터뷰> 한국농구 100년사를 빛낸 농구인, 박찬숙”. 노컷뉴스. 2007년 12월 12일에 원본 문서에서 보존된 문서. 2007년 12월 15일에 확인함.